# シュワルツ超函数
解析学におけるシュワルツ超函数（シュワルツちょうかんすう、英: distribution; 分布）あるいは超函数（英: generalized function; 広義の函数）は、函数の一般化となる数学的対象である。シュワルツ超函数の概念は、古典的な意味での導函数を持たない函数に対しても微分を可能とする。特に、任意の局所可積分函数は超函数の意味で微分可能である。シュワルツ超函数は偏微分方程式の弱解（広義の解）の定式化に広く用いられる。古典的な意味での解（真の解）が存在しないか構成が非常に困難であるような場合でも、その微分方程式の超函数解はしばしばより容易に求まる。シュワルツ超函数の概念は、多くの問題が自然に解や初期条件がディラック・デルタのような超函数となるような偏微分方程式として定式化される物理学や工学においても重要である。
広義の函数としての超函数 (generalized function) は1935年セルゲイ・ソボレフによって導入されたが、その後1940年代になって一貫した超函数論を展開するローラン・シュヴァルツによって再導入される。
超函数(distribution)の拡張の一つとして、佐藤超函数があるとみなすことができる。

## 基本的な考え方
基本的な考え方は、函数を適当な「テスト函数」（扱いやすくよい振舞いをする函数）の空間上の抽象線型汎函数と同一視することである。超函数に対する作用・演算は、それをテスト函数へ移行することによって理解することができる。
例えば、f: R → R を局所可積分函数、φ: R → R をコンパクトな台を持つ（すなわちある有界集合の外側で恒等的に 0 となる）滑らかな函数（つまり無限回微分可能な函数）とする。函数 φ が「テスト函数」である。このとき、
{\displaystyle \left\langle f,\varphi \right\rangle =\int _{\mathbb {R} }f\varphi \,dx}
は φ に関して線型かつ連続に変化する実数である。それゆえに、函数 f を「テスト函数」全体の成すベクトル空間上の連続線型汎函数と看做すことができる。
同様に P が実数全体で定義される確率分布で φ がテスト函数であるとき、
{\displaystyle \left\langle P,\varphi \right\rangle =\int _{\mathbb {R} }\varphi \,dP}
は φ に連続かつ線型に依存する実数であるから、確率分布もまたテスト函数の空間上の連続線型汎函数と看做すことができる。そしてこの「テスト函数の空間上の連続線型汎函数」という概念がシュワルツ超函数の定義として用いられる。
このような超函数に実数を掛けたり、超函数同士を加えたりすることができるから、シュワルツ超函数の全体は実ベクトル空間を形成する。超函数同士の乗法は一般には定義することができないが、超函数に無限回微分可能函数を掛けることはできる。
超函数の微分を定義するため、まずは可微分かつ可積分な函数 f: R → R の場合を考えよう。φ をテスト函数として 
{\displaystyle \int _{\mathbb {R} }{}{f'\varphi \,dx}=-\int _{\mathbb {R} }{}{f\varphi '\,dx}}
が部分積分によって得られる（φ が有界集合の外側で 0 になるから、境界値は考慮する必要がないことに注意）。この式は S がシュワルツ超函数のとき、その微分 S′ を
{\displaystyle \langle S',\varphi \rangle =-\langle S,\varphi '\rangle }
で定義すべきであることを示唆している。じつはこれは正式な定義である。これにより微分の古典的な定義は拡張され、任意のシュワルツ超函数は無限回微分可能となり、微分の通常の性質も保たれる。
例: ディラックデルタ（あるいはディラックのデルタ函数）は
{\displaystyle \left\langle \delta ,\varphi \right\rangle =\varphi (0)}
で定義される超函数である。これはまた、ヘヴィサイドの階段函数の超函数の意味での微分である。実際、任意のテスト函数 φ に対して
{\displaystyle {\begin{aligned}\langle H',\varphi \rangle &=-\langle H,\varphi '\rangle =-\int _{-\infty }^{\infty }H(x)\varphi '(x)\,dx\\&=-\int _{0}^{\infty }\varphi '(x)dx=\varphi (0)-\lim _{x\to \infty }\varphi (x)=\varphi (0)\\&=\langle \delta ,\varphi \rangle ,\end{aligned}}}
すなわち、 δ = H′ が成り立つ。ここで limx→∞ φ(x) = 0 なのは台がコンパクトだからである。同様に、ディラックデルタの超函数の意味での微分は
{\displaystyle \langle \delta ',\varphi \rangle =-\varphi '(0)}
なる超函数である。後者の超函数は函数でも確率分布でも無い超函数の最初の例である。

## テスト函数と超函数
引き続いて、Rn の開集合 U 上で定義される実数値超函数の厳密な定義を与える。少し変えれば複素数値超函数も定義することができるし、Rn を任意の（パラコンパクト）可微分多様体に取り替えることもできる。
初めに定義すべきは U 上のテスト函数全体の成すベクトル空間 D(U) である。それが定義できたら、そこに D(U) の元の列の極限を定義することによって位相を定める必要がある。そうすればシュワルツ超函数全体の成すベクトル空間が、D(U) 上の連続線型汎函数全体の成すベクトル空間として得られる。

### テスト函数の空間
U 上のテスト函数の空間 D(U) は以下のように定められる。函数 φ: U → R がコンパクト台をもつとは、U のコンパクト部分集合 K が存在して、K に属さない全ての U の元 x に対して φ(x) = 0 が成立するようにできることをいう。D(U) の元は（隆起函数としても知られる）コンパクト台を持つ無限回微分可能函数 φ: U → R である。D(U) は実ベクトル空間を成す。D(U) の位相は D(U) の元の列の極限を定めることによって与えられる。D(U) 内の列 (φk) が φ ∈ D(U) に収斂するとは次の二つの条件
- コンパクト集合 K ⊂ U で全ての φk の台を含む、すなわち{\displaystyle \bigcup _{k}\operatorname {supp} (\varphi _{k})\subset K}を満たすものが存在する。
- 任意の多重指数 α に対して偏導函数の列 (Dαφk) は Dαφ に一様収斂する。

が満たされることをいう (Gelfand, Shilov & 1966-1968, v. 1, §1.2)。これにより、D(U) は完備局所凸位相線型空間となり、ハイネ・ボレル性が満たされる (Rudin 1991, §6.4-5)。Ui がコンパクトな閉包 Ki = Ui を持つ U の可算個の開集合からなる族で U を尽くすものとすると
{\displaystyle D(U)=\bigcup _{i}D_{K_{i}}}
である。ここで DKi は Ki を台とする滑らかな函数全体の成す集合である。D(U) の位相は、距離空間の族 DKi の終位相であり、それゆえ D(U) はLF空間を成す。D(U) は第一類の部分集合の合併であるから、ベールの範疇定理により、D(U) の位相は距離化可能ではない (Rudin 1991, §6.9)。

### シュワルツ超函数
U 上の超函数とは R に値を持つ線型汎函数 S: D(U) → R で、D 内の任意の収斂列 (φn) に対して
{\displaystyle \lim _{n\to \infty }S(\varphi _{n})=S\!\left(\lim _{n\to \infty }\varphi _{n}\right)}
を満たすものである。U 上の超函数全体の成す空間は D′(U) で表される。同じことだが、ベクトル空間 D′(U) は位相線型空間 D(U) の連続的双対空間である。
D′(U) の超函数 S と D(U) のテスト函数 φ の双対的な内積は山括弧を用いて
{\displaystyle D'(U)\times D(U)\ni (S,\varphi )\mapsto \langle S,\varphi \rangle \in \mathbb {R} }
のように書かれる。弱-* 位相を考えることにより、D′(U) は局所凸位相線型空間となる。特に D′(U) における列 (Sk) が超函数 S に収斂することは任意のテスト函数 φ に対して
{\displaystyle \langle S_{k},\varphi \rangle \to \langle S,\varphi \rangle }
が満たされることと同値である。これはまた、D(U) の任意の有界部分集合上で S に一様収斂することとも同値である（D(U) の部分集合 E が有界であるとは、U のコンパクト部分集合 K と正の数 dn が存在して、E の任意の元 φ が K に含まれる台を持ち 任意の n-階導函数が dn で抑えられることをいう）。

### 超函数としての函数
函数 f: U → R が局所可積分であるとは、U の任意のコンパクト部分集合上でルベーグ可積分であることをいう。これは函数の非常に大きなクラスであって、連続函数や Lp-函数などは全て含まれる。先ほどのやり方で定義された D(U) の位相に関して、任意の局所可積分函数 f を D(U) 上の連続線型汎函数（すなわち D′(U) の元）Tf に対応させることができる。Tf の値は、任意のテスト函数に対してルベーグ積分
{\displaystyle \langle T_{f},\varphi \rangle =\int _{U}f\varphi \,dx}
によって与えられる。記号の濫用ではあるが紛れの虞はないであろうから、通例の如く Tf と f を同一視して、f と φ との内積をしばしば
{\displaystyle \langle f,\varphi \rangle =\langle T_{f},\varphi \rangle }
と記す。f, g がともに局所可積分な函数であるとき、対応する超函数 Tf, Tg が D′(U) の同じ元を定めるのは f と g がほとんど至る所一致するときであり、かつそのときに限る（たとえば Hörmander (1983, Theorem 1.2.5) を参照）。同様の方法で、U 上の任意の確率測度 μ はテスト函数 φ における値が ∫ φdμ で与えられる D′(U) の元を定める。先ほどと同じように、慣習的に記号を濫用して、確率測度 μ とテスト函数 φ との内積を ⟨μ φ⟩ と記す。反対に、本質的にはリースの表現定理により、非負函数上非負な任意の超函数は（正値の）確率測度からこのようにして得られる。
テスト函数はそれ自身局所可積分であり、それゆえに超函数を定める。それらは、D′(U) の任意の超函数 S に対して D(U) の元の列 (φn) で D′(U) の位相に関して
{\displaystyle \langle \varphi _{n},\psi \rangle \to \langle S,\psi \rangle }
が任意の ψ ∈ D(U) について成り立つようなものが存在するという意味で、D′(U) の中で稠密である。このことは、弱位相に関する初等的な事実により D′(U) に弱-* 位相を考えたものの双対が D(U) であるから、ハーン・バナッハの定理より直ちに従う (Rudin 1991, Theorem 3.10)。畳み込みを用いた議論によりもっと直接的に証明することもできる。

## 超函数に対する演算
コンパクト台を持つ滑らかな函数のうえに定義される作用や演算の多くが、シュワルツ超函数に対しても定義される。一般に、
{\displaystyle T\colon D(U)\to D(U)}
がベクトル空間の間の線型写像で、弱-∗ 位相に関して連続ならば、極限を取ることによりこれを
{\displaystyle T\colon D'(U)\to D'(U)}
なる写像まで延長することができる（このことは一様連続性を持つことを仮定すればもっと一般の非線型写像についても正しい）。
しかし実用上は転置写像（あるいは随伴作用素）として超函数に対する演算を定義するほうが手っ取り早い (Strichartz 1994, §2.3; Trèves 1967)。連続線型作用素 T: D(U) → D(U) に対してその随伴 T∗: D(U) → D(U) とは、任意の φ, ψ ∈ D(U) に対して
{\displaystyle \langle T\varphi ,\psi \rangle =\langle \varphi ,T^{*}\psi \rangle }
を満たす作用素のことである。このような作用素 T∗ が存在して連続ならば、もとの作用素 T は
{\displaystyle Tf(\psi )=f(T^{*}\psi )}
とおくことにより超函数に対する作用素に延長される。

### 超函数の微分
線型作用素 T: D(U) → D(U) が偏微分
{\displaystyle T\varphi ={\frac {\partial \varphi }{\partial x_{k}}}}
で与えられているとき、部分積分により、φ, ψ ∈ D(U) に対し、
{\displaystyle \langle T\varphi ,\psi \rangle =\left\langle {\frac {\partial \varphi }{\partial x_{k}}},\,\psi \right\rangle =-\left\langle \varphi ,\,{\frac {\partial \psi }{\partial x_{k}}}\right\rangle }
が成り立つことがわかるから、T∗ = −T を得る。これは D(U) から D(U) への連続線型変換である。故に、超函数 S ∈ D′(U) に対して、S の座標系 xk に関する偏導函数は、任意のテスト函数 φ に対して
{\displaystyle \left\langle {\frac {\partial S}{\partial x_{k}}},\,\varphi \right\rangle =-\left\langle S,\,{\frac {\partial \varphi }{\partial x_{k}}}\right\rangle }
なる式で与えられる。これにより、任意のシュワルツ超函数は無限回微分可能となり、また xk 方向への微分は D′(U) 上の線型作用素となる。一般に、 α = (α1, ..., αn) を任意の多重指数とし、対応する混合偏微分作用素を ∂α で表せば、超函数 S ∈ D′(U) の混合偏導函数 ∂αS は
{\displaystyle \langle \partial ^{\alpha }S,\varphi \rangle =(-1)^{|\alpha |}\langle S,\,\partial ^{\alpha }\varphi \rangle {\mbox{ for all }}\varphi \in D(U)}
で定義される。超函数の微分が D′(U) の連続線型作用素となることは、他の多くの微分概念にはない重要かつ著しい性質である。

### 滑らかな函数を掛ける
m: U → R を無限回微分可能な函数、S を U 上のシュワルツ超函数とすると、それらの積 mS は任意のテスト函数 φ に対し (mS)(φ) = S(mφ) と置くことにより定まる。また同時に φ ∈ D(U) に対して
{\displaystyle T_{m}\colon \varphi \mapsto m\varphi }
で定まる変換の随伴作用素を考えると、任意のテスト函数 ψ に対し
{\displaystyle \langle T_{m}\varphi ,\psi \rangle =\int _{U}m(x)\varphi (x)\psi (x)\,dx=\langle \varphi ,T_{m}\psi \rangle }
が成り立つから、Tm∗ = Tm がわかる。上のことから、超函数 S に対して滑らかな函数 m の作用を
{\displaystyle mS(\psi )=\langle mS,\psi \rangle =\langle S,m\varphi \rangle =S(m\varphi )}
で定義する。滑らかな函数による作用の下で、D′(U) は環 C∞ 上の加群となる。この滑らかな函数による作用に関しても、微分積分学で馴染みのある積の微分法則がやはり有効である。しかし、この積に独特な等式もいくつか生じる。例えば ⟨δ, φ⟩ = φ(0) で定まる R 上のディラックデルタ超函数 δ の導函数は ⟨δ′, φ = −⟨δ, φ′⟩ = −φ′(0) で与えられるが、これと滑らかな函数 m との積 mδ′ は
{\displaystyle m\delta '=m(0)\delta '-m'\delta }
なる超函数である。この乗法の定義を用いて、滑らかな函数を係数に持つ線型微分作用素の超函数への作用を定義することもできる。線型微分作用素 P は超函数 S ∈ D′(U) を
{\displaystyle PS=\sum _{|\alpha |\leq k}p_{\alpha }\partial ^{\alpha }S}
の形の和で与えられる新たな超函数に移す。ここで係数 pα は U 上の滑らかな函数である。微分作用素 P が与えられたとき、任意の超函数 S に対してこのような展開をすることができる最小の整数 k を P の階数 (order) という。P の随伴作用素は
{\displaystyle \left\langle \varphi ,\,\sum _{\alpha }p_{\alpha }S\right\rangle =\left\langle \sum _{\alpha }(-1)^{|\alpha |}\partial ^{\alpha }(p_{\alpha }\varphi ),\,S\right\rangle }
で与えられる。空間 D′(U) は線型微分作用素環の作用に関して D-加群となる。

### 滑らかな函数との合成
S を R の開集合 U 上のシュワルツ超函数とする。V が R の開集合で F: V → U とするとき、F が沈め込み (submersion) ならば
{\displaystyle S\circ F\in D'(V)}
を定義することができる。これは超函数 S と F との（写像としての）合成であり、これはまた S の F に沿った引き戻しとも呼ばれ、しばしば
{\displaystyle F^{\sharp }\colon S\mapsto F^{\sharp }S=S\circ F}
のように書かれる。引き戻しを F∗ と書くことも多いが、この記法は上で用いたような線型写像の随伴を表す '∗' の使い方と混同する虞がある。
F が沈め込みであるという条件は、任意の x ∈ V に対して F のヤコビ微分 dF(x) が全射な線型写像となることと同値である。F# を超函数に延長できるための必要（だが十分でない）条件は F が開写像となることである (Hörmander 1983, Theorem 6.1.1)。沈め込みがこの条件を満たすことは逆函数定理により保証される。
F が沈め込みのとき、随伴写像を求めることで F# は超函数として定まる。F# が D(U) 上の連続線型作用素であるから、この延長の一意性は保障されているが、しかし存在性については変数変換の公式、逆函数定理、1の分割などを用いた議論が必要である (Hörmander 1983, Theorem 6.1.2)。
F が Rn の開集合 V から Rn の開集合 U の上への可微分同相写像であるような特別の場合には、変数変換は次の積分
{\displaystyle \int _{V}\varphi \circ F(x)\psi (x)\,dx=\int _{U}\varphi (x)\psi (F^{-1}(x))|\det dF^{-1}(x)|\,dx}
で与えられる。従ってこの特別の場合に F# は随伴公式
{\displaystyle \langle F^{\sharp }S,\varphi \rangle =\langle S,|\det d(F^{-1})|\varphi \circ F^{-1}\rangle }
によって定まる。

## 超函数の局所化
D′(U) に属する超函数の、U 上の特定の点における値というものを定義することはできない。しかし函数に対する場合のように U 上の超函数を制限して U の開部分集合上の超函数を得ることができる。さらに言えば、U 全体の上の超函数は交わりの上ではいくつかの貼り合せ条件を満足する U の開被覆（に属する開集合）上の超函数の集まりから組み立てられるという意味で、超函数は「局所的に定まる」。このような構造は層として知られる。

### 制限
U, V を Rn の開集合で V ⊂ U を満たすものとする。EVU: D(V) → D(U) を、V にコンパクトな台を持つ滑らかな函数が与えられたとき、「0 で延長」してより大きな U にコンパクト台を持つ滑らかな函数と看做す操作とするとき、超函数の制限写像 ρVU が EVU の随伴作用素として定義される。つまり、任意の超函数 S ∈ D′(U) に対してその制限 ρVU S は、任意のテスト函数 φ ∈ D(V) に対して
{\displaystyle \langle \rho _{VU}S,\varphi \rangle =\langle S,E_{VU}\varphi \rangle }
を満たす、空間 D′(V) に属する超函数として定義される。
U = V でない限り V の制限は単射でも全射でもない。全射にならないのは、超函数は V の境界で発散 (blow up) していてもよいからである。簡単なところでは U = R, V = (0,2) のとき、超函数
{\displaystyle S(x)=\sum _{n=1}^{\infty }n\,\delta \!\left(x-{\frac {1}{n}}\right)}
は D′(V) に属すが、D′(U) の元に延長することはできない。

### 超函数の台
U 上の超函数 S ∈ D′(U) に対し、S が U の開集合 V 上で消えている (vanish) とは、S が制限写像 ρVU の核に属することをいう。陽に書けば、S が V 上で消えているのは
{\displaystyle \langle S,\varphi \rangle =0}
が V 内に台を持つ任意のテスト函数 φ ∈ C∞(U) について成り立つときである。V を S が消えているような最大の開集合、すなわち S が消えているような開集合すべての合併とすると、超函数 S の台 supp S とは U における V の補集合のことである。それゆえ
{\displaystyle \operatorname {supp} \,S=U-\bigcup \left\{V\mid \rho _{VU}S=0\right\}}
が成り立つ。超函数 S がコンパクト台を持つとは、その台がコンパクト集合であることをいう。陽に書けば、S がコンパクト台を持つとは U のコンパクト部分集合 K が存在して、K のまったく外側に台を持つ任意のテスト函数 φ について S(φ) = 0 が成り立つようにすることができることをいう。コンパクト台付き超函数は空間 C∞(U) 上の連続線型汎函数を定める。ここで C∞(U) の位相は、テスト函数の列 (φk) が 0 に収斂することを、φk の全ての導函数が 0 に U の任意のコンパクト部分集合上で一様収斂することと定めることによって定義されるものである。また逆に、この空間上の任意の連続線型汎函数はコンパクト台付き超函数を定める。

## 緩増加超函数とフーリエ変換
緩増加超函数
テスト函数の空間をより大きく取り直すことにより、D′(Rn) の部分空間を成す緩増加超函数 (tempered distribution) が定義される。この超函数はフーリエ変換の一般論の研究に有用である（任意の緩増加超函数はフーリエ変換を持つが、一般のシュワルツ超函数ではそうはいかない）。
ここで考えるテスト函数の空間はシュワルツ空間とも呼ばれる S(Rn) で、すべての偏微分に沿った無限遠で急減少 (rapidly decreasing) な無限回微分可能函数全体からなる空間である。つまり、φ: Rn → R がシュワルツ空間に属するのは、φ の任意の導函数に |x| の任意の冪を乗じたものが |x| → ∞ の極限でいずれも 0 に収斂するときである。このような函数の全体は、適当な半ノルムの族を与えることにより、完備な位相線型空間を成す。もう少し詳しく述べれば、半ノルムの族を大きさ n の多重指数 α, β に対して
{\displaystyle p_{\alpha ,\beta }(\varphi )=\sup _{x\in \mathbb {R} ^{n}}|x^{\alpha }D^{\beta }\varphi (x)|}
で与えれば、φ がシュワルツ函数となるのは、全ての半ノルムに対して
{\displaystyle p_{\alpha ,\beta }(\varphi )<\infty }
が満たされるときである。半ノルムの族 pα,β はシュワルツ空間に局所凸位相を定める。シュワルツ函数が滑らかであるから、実際にはこれらの半ノルムはシュワルツ空間上のノルムになっている。シュワルツ空間は距離化可能であり、完備である。
緩増加超函数の空間はシュワルツ空間の連続的双対空間として定められる。言い換えれば、超函数 F が緩増加超函数であるとは、任意の多重指数 α, β に対して
{\displaystyle \lim _{m\to \infty }\sup _{x\in \mathbb {R} ^{n}}|x^{\alpha }D^{\beta }\varphi _{m}(x)|=0}
が成り立つならば
{\displaystyle \lim _{m\to \infty }F(\varphi _{m})=0}
であることをいう。緩増加超函数の導函数は再び緩増加超函数となる。緩増加超函数は、有界あるいは緩増加 (slow-growing) な局所可積分函数を一般化するもので、コンパクト台付き超函数や自乗可積分函数はすべて緩増加超函数のクラスに含まれる。増大度が高々多項式程度な（すなわち適当な r をとれば f(x) = O(|x|r) となるような）任意の局所可積分函数 f も全て緩増加超函数であり、これには p ≥ 1 に対する Lp(Rn) に属する函数の全てが含まれる。
緩増加超函数はその「緩増加」性によっても特徴付けることができる。これは、テスト函数のたとえば 
{\displaystyle \propto |x|^{n}\cdot \exp(-x^{2})}
のような「急減少」的な振舞いの双対的な特徴である。
フーリエ変換の研究には複素数値のテスト函数と複素線型な超函数を考えたほうが都合がよい。古典的な連続フーリエ変換 F はシュワルツ函数の空間上の自己準同型を与える。また、緩増加超函数 S のフーリエ変換を任意のテスト函数 ψ に対して (FS)(φ) = S(Fφ) とおくことにより定義することができて、FS はふたたび緩増加超函数となる。このフーリエ変換は緩増加超函数全体の成す空間からそれ自身への連続、線型、かつ全単射な作用素である。この操作は
{\displaystyle F{\dfrac {dS}{dx}}=ixFS}
の意味で微分と両立する。また、S を緩増加超函数、ψ をRn 上の（任意の導函数が高々多項式程度の増大度であるという意味で）緩増加な無限回微分可能函数とすると、Sψ はふたたび緩増加超函数で、そのフーリエ変換
{\displaystyle F(S\psi )=FS*F\psi }
は FS と Fψ との畳み込みとなるという意味で畳み込みとも両立する

## 畳み込み
適当な状況の下では、函数と超函数、あるいはさらに超函数同士の畳み込みを定義することができる。 

### テスト函数と超函数との畳み込み
f ∈ D(Rn) はコンパクトな台を持つ滑らかなテスト函数とすると、f との畳み込みは作用素
{\displaystyle C_{f}\colon D(\mathbb {R} ^{n})\to D(\mathbb {R} ^{n});\ g\mapsto C_{f}g:=f*g}
を定める。これは線型（かつ D(Rn) のLF空間としての位相に関して連続）である。
このとき、ƒ と超函数 S ∈ D′(Rn) との畳み込みは、D(Rn) と D′(Rn) との双対性によって、Cf の随伴をとることによって定義することができる (Trèves 1967, Chapter 27)。f, g, φ ∈ D(Rn) に対し、フビニの定理から
{\displaystyle \langle C_{f}g,\varphi \rangle =\int _{\mathbb {R} ^{n}}\varphi (x)\int _{\mathbb {R} ^{n}}f(x-y)g(y)\,dydx=\langle g,C_{\tilde {f}}\varphi \rangle }
が得られる。ここで f∼(x) = f(−x) である。連続性によりこれを延長して、f と超函数 S との畳み込みは、任意のテスト函数 φ ∈ D(Rn) に対し
{\displaystyle \langle f*S,\varphi \rangle =\langle S,{\tilde {f}}*\varphi \rangle }
を満たす超函数として定まる。
函数 f と超函数 S との畳み込みを定義する別な方法として、
{\displaystyle \tau _{x}\varphi (y)=\varphi (y-x)}
で定義されるテスト函数上の平行移動作用素 τx を使って、随伴によって超函数まで延長するという判り易いものもある (Rudin 1991, §6.29)。この場合の、コンパクト台を持つ函数 f と超函数 S との畳み込みは、各点 x ∈ Rn における値が
{\displaystyle (f*S)(x)=\langle S,\tau _{x}{\tilde {f}}\rangle }
で与えられる函数である。このコンパクト台付き函数と超函数との畳み込みが滑らかな函数であることを示すことができる。超函数 S も同様にコンパクト台を持つならば、f ∗ S もコンパクトな台を持ち、ティッチマーシュの畳み込み定理 (Hörmander 1983, Theorem 4.3.3) から
{\displaystyle \operatorname {ch} (f*S)=\operatorname {ch} f+\operatorname {ch} S}
が従う。ここで ch は凸包を表す。

### コンパクト台付き超函数との畳み込み
Rn 上の二つの超函数 S と T との畳み込みも、いずれか一方がコンパクト台を持てば定義することができる。ざっと述べるに、畳み込み S ∗ T を定義するため、ここでは T がコンパクト台を持つものとして、結合律
{\displaystyle S*(T*\varphi )=(S*T)*\varphi }
が任意のテスト函数 φ に対しても引き続き成り立つように、畳み込み '∗' の定義を超函数上の線型演算まで拡張することを考える。Hörmander (1983, §IV.2) はこのような拡張の一意性を証明している。
超函数同士の畳み込みのより明示的な特徴付けを与えることもできる (Trèves 1967, Chapter 27)。T はコンパクト台を持つものとして、任意のテスト函数 φ ∈ D(Rn) に対し、函数
{\displaystyle \psi (x)=\langle T,\tau _{-x}\varphi \rangle }
を考える。既に見たようにこれは x を変数とする滑らかな函数で、さらにコンパクト台を持つ。このとき S と T との畳み込みは
{\displaystyle \langle S*T,\varphi \rangle =\langle S,\psi \rangle }
で定義される。これは函数同士の古典的な畳み込みの概念を一般化するもので、微分とは
{\displaystyle \partial ^{\alpha }(S*T)=(\partial ^{\alpha }S)*T=S*(\partial ^{\alpha }T)}
なる意味で両立する。この畳み込みの定義は S, T に対する制約条件をもう少し緩めてもなお有効である。たとえば Gel'fand & Shilov (1966–1968, v. 1, pp. 103–104) and Benedetto (1997, Definition 2.5.8) を参照。

## 連続函数の微分としての超函数
シュワルツ超函数の厳密な定義は D(U) の（緩増加超函数の場合は S(Rd) の）代数的双対と呼ばれる非常に大きなベクトル空間の部分空間としてその全体を明示するものである。このような定義からは、このなかにどれほど奇妙な超函数が潜んでいるかといったようなことは、あまりはっきりとは窺い知れない。これに答えるには、連続函数の空間のようなより小さな空間から超函数を作り上げてみるというのが有益である。雑な言い方をすれば、任意の超函数は局所的に連続函数の（高階）導函数になっている。正確な内容は後で述べるとして、このことはコンパクト台付き超函数に対しても、緩増加超函数に対しても、もっと一般の超函数に対しても正しい。一般論として、超函数全体の成す空間のなかで、全ての連続函数を含み微分に関して閉じているような真の部分集合は存在しない。このことが示すのは、超函数の中に取り立てて奇妙な対象は含まれておらず、ただ必要に応じた複雑さを持っているだけであるということである。

### 緩増加超函数の場合
緩増加超函数 f ∈ S′(Rn) に対し、定数 C > 0 と正の整数 M, N が存在して、任意のシュワルツ函数 φ ∈ S(Rn) に対して
{\displaystyle \langle f,\varphi \rangle \leq C\sum _{|\alpha |\leq N, \atop |\beta |\leq M}\sup _{x\in \mathbb {R} ^{n}}|x^{\alpha }D^{\beta }\varphi (x)|=C\sum _{|\alpha |\leq N, \atop |\beta |\leq M}p_{\alpha ,\beta }(\varphi )}
となるようにできる。この評価に加え函数解析学の手法をいくつか用いることにより、緩増加連続函数 F と多重指数 α で f = Dα F となるようなものの存在を示すことができる。

### コンパクト台付き超函数の場合
U は開集合で K は U のコンパクト部分集合とする。f が K を台に持つ超函数とするとき、U 内に（K 自身よりも大きな集合の可能性もある）コンパクト台をもつ連続函数 F で適当な多重指数 α に対して f = Dα F を満たすようなものが存在する。これは局所化を考えることにより、すぐ上で緩増加超函数に対して述べた結果から従う。

### 離散的な台を持つ超函数の場合
超函数 f がただ一点 {P} を台に持つならば、実は f は点 P におけるディラックデルタ δ の超函数の意味の導函数の有限線型結合になっている。つまり、正の整数 m と |α| ≤ m なる多重指数 α に対する複素定数 aα の集まりが存在して、
{\displaystyle f=\sum _{|\alpha |\leq m}a_{\alpha }D^{\alpha }(\tau _{P}\delta )}
と書ける。ここで τP は平行移動作用素である。

### 一般の超函数の場合
一般の場合にも、先に挙げた場合に成り立っていたようなことが以下に述べるような意味で局所的にはそのまま成り立っている (Rudin 1991)。S が U 上の超函数であるとき、任意の多重指数 α に対して連続函数 gα で 
{\displaystyle S=\sum _{\alpha }D^{\alpha }g_{\alpha }}
かつ U の任意のコンパクト部分集合 K に対して、K と交わるような台を持つ gα は有限個となるようなものを求めることができる。そして、これは見かけ上無限和であるが、U にコンパクト台を持つ滑らかな函数 f が与えられたとき f に対する S の値を評価するために必要な gα は（台が交わる）有限個だけなので、実質的には有限和であり超函数として矛盾なく定まる。超函数が有限階数ならば、gα として有限個の例外を除いて全て 0 であるようなものを取ることができる。

## テスト函数として正則函数を用いること
シュワルツ超函数論の成功に刺激を受けて佐藤超函数 (hyperfunction) の概念が生み出された。テスト函数には正則函数の空間が用いられる。この精錬された理論は特に、層の理論や多変数複素解析を駆使する佐藤幹夫の代数解析学によって発展した。これにより、例えばファインマンの経路積分のような形式的な方法の範疇にあったものが、厳密な数学として扱えるようになった。

## 乗法の問題
1950年代にローラン・シュヴァルツが生み出したところのシュワルツ超函数論は（あるいは佐藤超函数論も）純粋に線型な理論であって、一般に二つの超函数同士の積については、整合のとれた定義を与えることはできない。たとえば、p.v. 1/x はコーシーの主値によって与えられる超函数で、任意の φ ∈ S(R) に対して
{\displaystyle \left(p.v.{\frac {1}{x}}\right)[\phi ]=\lim _{\epsilon \to 0^{+}}\int _{|x|\geq \epsilon }{\frac {\phi (x)}{x}}\,dx}
を満たすものとし、δ をディラックのデルタ超函数とすると
{\displaystyle \left(\delta \times x\right)\times p.v.{\frac {1}{x}}=0}
だが
{\displaystyle \delta \times \left(x\times p.v.{\frac {1}{x}}\right)=\delta }
となるので、（いつでもきちんと定義できる）滑らかな函数による超函数への積を拡張する方法では、超函数の空間における結合的な積を得ることはできない。
したがって、超函数論の中からは（積を含むような）非線型な問題は出てこないし、もちろん非線型な問題を超函数論の中だけで解決することもできない。しかし場の量子論の文脈では解を得ることができる。二以上の次元の時空では、この問題は発散の正則化に関係する。ここにヘンリ・エプスタインとウラジミール・グラセルが因果的摂動論を数学的に厳密に（しかし相当技巧的に）発展させた。他の状況における問題は解決されていない。他にも例えば流体力学におけるナヴィエ・ストークス方程式のような興味深い理論の多くが非線型である。
このような観点から、満足なものとはいえないながらも広義函数からなる多元環の理論がいくつか作られていて、中でも現在よく用いられているものとしてコロンボの（単純化）代数を挙げる事ができるだろう。
乗法の問題の単純解は量子力学の経路積分による定式化によって記述される。なぜならそれは、（経路積分と共有されるべきはずの性質であるところの）座標変換不変な量子力学のシュレーディンガー理論と同値であることが要請されるからである。これが超函数の全ての積を回復することが  Kleinert & Chervyakov (2001) に示されており、この結果は次元正則化から導かれるところのものと同値である (Kleinert & Chervyakov 2000)。

## 関連文献
- M. J. Lighthill (1959). Introduction to Fourier Analysis and Generalised Functions. Cambridge University Press. ISBN 0-521-09128-4 (requires very little knowledge of analysis; defines distributions as limits of sequences of functions under integrals)
- H. Kleinert, Path Integrals in Quantum Mechanics, Statistics, Polymer Physics, and Financial Markets, 4th edition, World Scientific (Singapore, 2006)(also available online here). See Chapter 11 for defining products of distributions from the physical requirement of coordinate invariance.
- Vladimirov, V.S. (2001), “Generalized function”, in Hazewinkel, Michiel, Encyclopedia of Mathematics, Springer, ISBN 978-1-55608-010-4.
- Vladimirov, V.S. (2001), “Generalized functions, space of”, in Hazewinkel, Michiel, Encyclopedia of Mathematics, Springer, ISBN 978-1-55608-010-4.
- Vladimirov, V.S. (2001), “Generalized function, derivative of a”, in Hazewinkel, Michiel, Encyclopedia of Mathematics, Springer, ISBN 978-1-55608-010-4.
- Vladimirov, V.S. (2001), “Generalized functions, product of”, in Hazewinkel, Michiel, Encyclopedia of Mathematics, Springer, ISBN 978-1-55608-010-4.
- Oberguggenberger, Michael (2001), “Generalized function algebras”, in Hazewinkel, Michiel, Encyclopedia of Mathematics, Springer, ISBN 978-1-55608-010-4.